# Ontsira brachytes
Ontsira brachytes är en stekelart som beskrevs av Chen och Shi 2004. Ontsira brachytes ingår i släktet Ontsira och familjen bracksteklar. Inga underarter finns listade i Catalogue of Life.